# Antoine de Saint Exupéry Airport
Antoine de Saint Exupéry Airport är en flygplats i Argentina.   Den ligger i provinsen Río Negro, i den södra delen av landet, 900 kilometer sydväst om huvudstaden Buenos Aires. Antoine de Saint Exupéry Airport ligger 20 meter över havet.
Terrängen runt Antoine de Saint Exupéry Airport är platt. Havet är nära Antoine de Saint Exupéry Airport åt sydost. Närmaste större samhälle är San Antonio Oeste, 7,5 kilometer öster om Antoine de Saint Exupéry Airport. 